# محوطه چیابور
محوطه چیابور مربوط به کالکولیتیک تا دوره ساسانی است و در بخش مرکزی شهرستان شیروان و چرداول، دهستان شباب، روستای چم سرخ واقع شده و این اثر در تاریخ ۳۰ دی ۱۳۸۵ با شمارهٔ ثبت ۱۶۹۰۲ به‌عنوان یکی از آثار ملی ایران به ثبت رسیده است.